# Vysoký Újezd

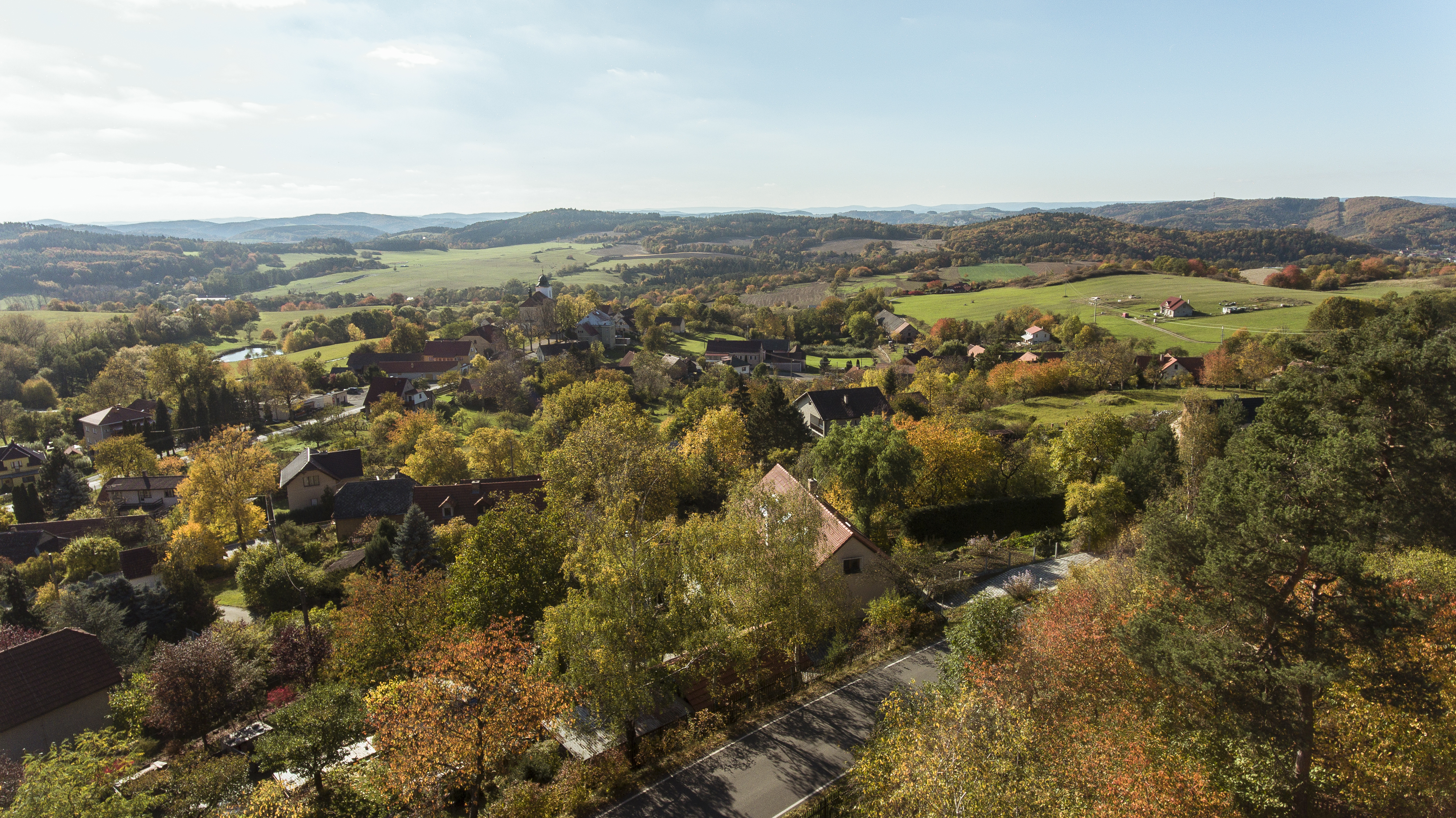
Vysoký Újezd

Vysoký Újezd (deutsch Hoch Augezd) ist eine Gemeinde in Tschechien. Sie liegt 15 Kilometer westlich von Benešov und gehört zum Okres Benešov.

## Geographie
Vysoký Újezd befindet sich rechtsseitig des Moldautales am Fuße des Hügels Holy (516 m) über dem Tal des Baches Třeblová im Norden der Středočeská pahorkatina. Westlich erhebt der Střeblov (418 m) und im Süden der Kordův vrch (437 m).
Nachbarorte sind Teletín, Chlístov und Větrov im Norden, Netvořice im Osten, Lhota im Südosten, Dalešice und Blaženice im Süden, Nedvězí im Südwesten, Pexův Luh und Rabyně im Westen sowie Nové Třebenice im Nordwesten.

## Geschichte
Durch den Ort führt ein historischer Steig, der als "Alter Keltensteig" und später als "Flößersteig" bezeichnet wurde. Er führt von Vysoký Újezd über Jablonka nach Chlum und wurde wahrscheinlich von den hier im 3. Jahrhundert v. Chr. ansässigen Boiern angelegt.
In der ersten Hälfte des 12. Jahrhunderts entstand an dem Steig eine romanische Rotunde. Zu dieser Zeit, in der die Gegend kolonisiert wurde, dürfte auch das Dorf gegründet worden sein. Im Ort befand sich eine Feste des Rittergeschlechts Újezdský von Újezd. Im darunter liegenden Tal des Baches Třeblová entstand eine weitere Feste, die den Rittern von Nedvězský gehörte und den Ausgangspunkt für das Dorf Nedvězí bildete. Einer Legende nach soll ein unterirdischer Gang von der Kirche zur Feste Nedvězí geführt haben.
Zu Beginn des 14. Jahrhunderts wurde die Rotunde durch die heutige Kirche ersetzt. Die erste urkundliche Erwähnung des Ortes stammt aus dem Jahre 1352. Während des Dreißigjährigen Krieges verödete die gesamte Gegend durch die Pest.
Nach der Aufhebung der Patrimonialherrschaften bildete Oujezd mit dem Ortsteil Větrov ab 1848 eine Gemeinde im Bezirk Benešov. In der zweiten Hälfte des 19. Jahrhunderts wurde der Ortsname in Vysoký Oujezd geändert und seit 1921 trägt die Gemeinde den Namen Vysoký Újezd. Während des Zweiten Weltkrieges gehörte Vysoký Újezd im Jahre 1942 zu den ersten Dörfern die für die Errichtung des SS-Truppenübungsplatzes Beneschau zwangsgeräumt werden mussten. Im Mai 1945 wurde das Dorf wieder besiedelt, jedoch kehrte nur ein Teil der Einwohner zurück. Am 1. Juli 1974 wurde die Gemeinde in den Okres Praha-západ umgegliedert. Mit Beginn des Jahres 1980 verlor Vysoký Újezd seine Selbständigkeit und wurde zum Ortsteil von Krňany.
Seit dem 24. November 1990 bildet Vysoký Újezd wieder eine Gemeinde. 1996 erfolgte die Umgliederung in den Okres Benešov.

## Gemeindegliederung
Die Gemeinde Vysoký Újezd besteht aus den Ortsteilen Větrov (Wietrow) und Vysoký Újezd (Hoch Augezd) sowie den Ansiedlungen Lhota und Pexův Luh (Pexuw Luh).

## Sehenswürdigkeiten
- Kirche Maria Geburt, das zwischen 1301 und 1340 anstelle einer romanischen Rotunde errichtete gotische Bauwerk wurde später barock umgestaltet
- Altes Pfarrhaus, 1912 umgebaut, es dient heute Erholungszwecken
- Naturdenkmal Steinbruch Teletínský lom, nördlich des Ortes